# ベトナム共和国

ベトナム共和国
Việt Nam Cộng hòa
(越南共和)

国の標語: 
Tổ quốc - Danh dự - Trách nhiệm （1954年-1967年）
（ベトナム語 : 祖国、名誉、責任）
Tổ quốc - Công minh - Liêm chính （1967年-1975年）
（ベトナム語 : 祖国、公明、廉正）国歌: 市民への呼びかけ

ベトナム共和国（ベトナムきょうわこく、ベトナム語：Việt Nam Cộng hòa / 越南共和、フランス語: République du Viêt-Nam）は、1955年から1975年までベトナム南部に存在した国家である。ベトナム国の継承国であり、北緯17度線以南の地域を統治していたことから、南ベトナムと略称される。

## 概要
分断国家の一つであり、資本主義の立場から社会主義のベトナム民主共和国（北ベトナム）と対立し、ベトナム唯一の正統国家であると主張していた。西側諸国と国交があり、特にアメリカ合衆国と親密な関係を構築し、協力関係を強化していた。その為、東側諸国からは「アメリカ合衆国の傀儡国家」であると批判されていた。しかし、南ベトナムは北ベトナムよりは民主的な政治体制であり、かつ自由もあったため北ベトナムから南ベトナムへ移住してくる人もいたという。但し、当時は南ベトナムも軍事政権であったため思想が異なるだけで北ベトナムも南ベトナムも必ずしも自由な国ではなかったとする意見もある。また1955年に開催されたアジア・アフリカ会議には北ベトナムと共に南ベトナムも参加しているため、南北どちらかが他国の傀儡と化していたわけではない。
1975年のサイゴン陥落でベトナム戦争に敗戦し崩壊した事により、国家としての実体は消滅したが、ベトナム国外では資本主義による統一（北進統一）を目指す一部のベトナム人達がベトナム第三共和国や自由ベトナム臨時政府といった南ベトナムの亡命政府をアメリカ合衆国内で組織している。このうち「第三共和国」のベトナム国内グループは2018年、ベトナム政府によってテロ組織に認定された。

## 建国までの経緯
第二次世界大戦後、日本軍の撤退とフランス植民地主義者のいない権力の空白期にインドシナ共産党の統一戦線組織であったベトミンが山岳地帯から都市部に進撃しハノイ・クーデターによってチャン・チョン・キム政権を突如・崩壊に追い込み強引に独立宣言を発して政権樹立をした。この動きに反対した宗主国フランスは、「コーチシナ共和国」(1946年-1948年)を建国したり、ベトナム臨時中央政府（1948年-1949年）を経て、バオ・ダイを国長に担いで「ベトナム国」（1949年-1955年）を建国したり、親仏政権を樹立したが、いずれも民衆からの支持が得られないまま失敗し、やがてベトミン政権は実質的に中ソの支援を受ける共産主義政権となり、フランス駐留軍とのあいだで軍事衝突が起き第一次インドシナ戦争（1946年-1954年）に突入した。北ベトナムは、ソ連や成立間もない中華人民共和国からの軍事援助を背景にフランス軍を追い込む事に成功した。
この戦争に敗退したフランスの実情を憂いたアメリカは、ドミノ理論（ある一国が共産化すれば、ドミノ倒しのように近隣諸国も共産化する＝東欧諸国、国共内戦後の毛沢東による中国、またのちの王制廃止後のラオス、ポル・ポト政権下のカンボジアなどのように）を提唱して、アジアにおいて共産主義の拡大を防ぐため、フランス撤退後のベトナムにおいて共産主義を嫌悪する旧・阮朝の宮廷官史や民族主義者・自由主義者と計らい、1955年10月26日、アメリカの支援により、ゴ・ディン・ジエムが南部で反対勢力（バオ・ダイ派）を一掃。
国名を「ベトナム共和国」（1955年-1975年）として政権を発足させた。

## 歴史
- 1955年10月26日 - アメリカ合衆国の後ろ盾により、ゴ・ディン・ジエムが反対勢力（特にバオ・ダイ派）を一掃する事に成功。国号を「ベトナム共和国」として、初代大統領に就任。アメリカ軍が軍事援助を約束。
- 1959年 - 反政府のゲリラ活動が活発化
- 1960年 - 南ベトナム解放民族戦線（NLF、ベトコン）が成立し、ジエム政権とアメリカの打倒を掲げてゲリラ活動を開始、政府軍との内戦状態に陥る（ベトナム戦争の勃発）。
- 1963年 - ジエム政権が行なうカトリック優遇政策に仏教徒らが反発、焼身自殺を行なう。この出来事により、各地で抗議デモが頻発した。アメリカ合衆国がジエム政権の支持を撤回する。
- 1963年11月1日 - 軍事クーデターによりジエム大統領が殺害され、ジエム政権崩壊。
- 1964年 - トンキン湾事件（武力介入のための捏造事件）発生。これを契機として、アメリカ軍がベトナム戦争に本格介入を開始。
- 1964年 - 軍事クーデターが続発し、南ベトナムの社会が不安定化（～1967年）。
- 1967年 - グエン・バン・チューとグエン・カオ・キが新憲法を公布。これによって軍事政権のグエン・バン・チュー政権（副大統領：グエン・カオ・キ）が成立。この頃のベトナム駐留アメリカ軍が50万人を越した。
- 1968年1月 - NLFがテト攻勢を行う。（テトは旧正月の意。）
- 1968年5月10日 - チュー政権が民政化。パリ和平会談実施（南北ベトナム、アメリカ）
- 1968年10月 - リンドン・ジョンソン米大統領が北ベトナム爆撃を全面停止。
- 1969年6月8日 - NLFが南ベトナム共和国臨時革命政府を樹立。
- 1969年6月 - リチャード・ニクソン米大統領、アメリカ軍撤兵を表明。
- 1970年4月 - アメリカ軍と南ベトナム軍がカンボジアに侵攻。
- 1970年8月 - 議会選挙で仏教徒勢力が進出。
- 1970年10月 - リチャード・ニクソン米大統領、新たな和平提案。
- 1971年2月 - 南ベトナム軍、ラオスへ侵攻。
- 1971年4月 - ラオスから撤退。
- 1972年3月 - 北ベトナム、NLFの大攻勢開始。
- 1972年5月 - チュー大統領、非常事態宣言。
- 1972年10月 - 和平協定案にアメリカ、北ベトナムが合意したものの、南ベトナムが反対。
- 1973年1月 - 南北ベトナム政府、臨時革命政府、アメリカの4者がパリ和平協定に調印し、アメリカ軍が撤退。
- 1975年3月 - NLF・北ベトナム軍の、ベトナム共和国支配地域への猛攻始まる
- 1975年4月30日 - サイゴン陥落・無条件降伏、ベトナム戦争終結。
  - 同日、南ベトナム全域における臨時革命政府の主権が確定し、ベトナム共和国は崩壊。以後は「南ベトナム共和国」を参照。

## 地理

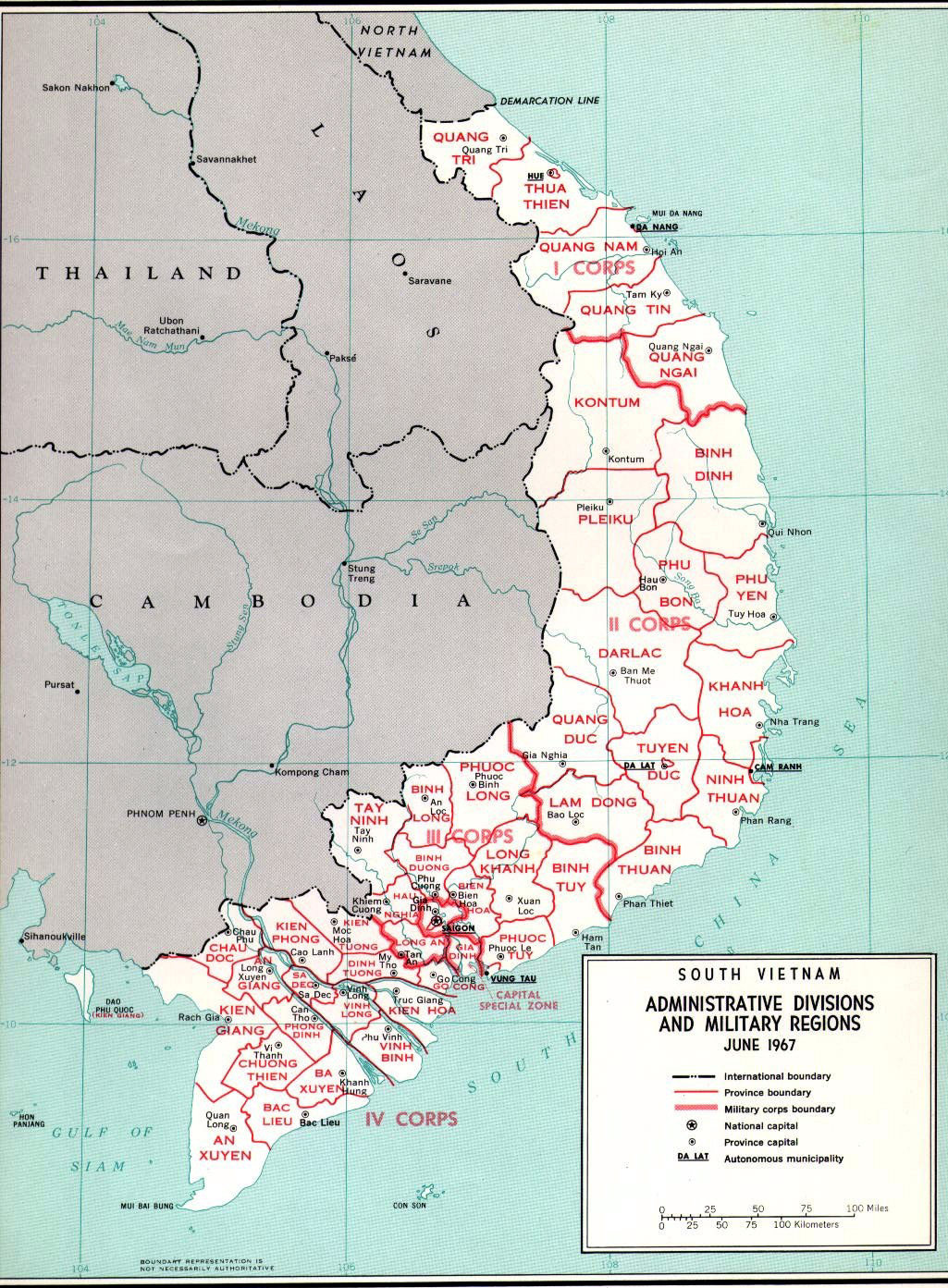
南ベトナムの地図

国土面積は173,809km²であった。最高峰はフエやダナンに近いアンナン山脈のアトゥアト山（2,500m）である。

### 気候
熱帯モンスーン気候によって常に暑い。雨季は5月から10月。サイゴンの月平均気温は25 - 29℃で、年間降水量は約1,800mm。

### 主な都市
- サイゴン（首都。1968年の人口は168万人。）
- ダナン
- フエ
- ダーラット

## 政治
議会制民主主義を標榜していたが、その短い歴史の中で軍隊がクーデターを起こすことにより対立する政権を転覆させ、国政を掌握させる事例が相次いだ。これは長らくにわたる植民地圧政下で宗主国による愚民化政策が、有能な政治勢力の形成を阻んだり、民族運動・独立運動を弾圧したことにも起因している。
国家元首は大統領（ベトナム語：Tổng thống / 總統）である。
大統領の任期は4年。1966年に制憲議会で憲法を起草し、1967年に新憲法が公布されている。この憲法には、大統領は選挙によって選出し、上下両院を設置することなどが定められた。
この憲法公布に基づき、さっそく同年9月に選挙を行い、新憲法公布者であるグエン・バン・チューとグエン・カオ・キがそれぞれ大統領と副大統領に就任している。しかし、1971年の大統領選挙では、チュー大統領が有力対立候補のキ副大統領やズオン・バン・ミン将軍を選挙から締め出し、圧倒的多数で信任されるなど、不正選挙も起こっている。

### 歴代大統領・国家元首
- ゴ・ディン・ジエム（1955年 – 1963年）
- ズオン・バン・ミン（1963年 – 1964年）
- グエン・カーン（1964年）
- ファン・カク・スー（1964年 – 1965年）
- グエン・バン・チュー（1965年 – 1975年）
- チャン・バン・フォン（1975年）
- ズオン・バン・ミン（1975年）

## 経済
通貨はピアストルであった。重工業はほとんど存在しておらず、軽工業及び農業が中心であったが経済活動は活発であった。また、ベトナム戦争の影響で農業・工業生産が低下、インフレを招き、そこにアメリカやフランス、日本などからの各種支援に大きく依存したという事情が合わさった結果、貿易赤字が年々拡大していくこととなった。

### 統計
- 国内総生産(1969年)：41.5億ドル
- 一人当たりの国民所得：181ドル
- 輸入額(1970年)：3.25億ドル　（主にアメリカ、日本）
- 輸出額(1970年)：700万ドル　（ゴムなど。主要輸出国はフランス、日本）
- 通貨レート(1970年)：1ピアストル＝0.57円＝0.21セント
- 主要産物：米、ゴム、トウモロコシ、砂糖、茶、タバコ、シナモン、竹、木材、植物性染料、リン鉱石、パルプ、セメント、雑貨
- 主要産業：農業、製糖、紡績、製紙など

## 軍事
1970年での総兵力が50.3万人。（内訳：陸軍41万人、海軍3.9万人、空軍4.1万人、海兵隊1.3万人、補助兵力55.5万人。なお、補助兵力は総兵力に含まない。）
北ベトナムとの分断・戦時であったので、国防に5.64億ドル(1971年)も使用している。
（国防支出ではハンガリー人民共和国(5.11億ドル)よりも多いが、当時の日本(18.64億ドル)の1/3にあたる程度である。だが、総兵力は日本(25.9万人)、イスラエル(30万人)、イタリア(46.4万人)、イギリス(38万人)、西ドイツ(46.7万人)と南ベトナムよりも国防支出の多い諸国を抜き、フランス(50.1万人)に相当する。）
基本的に西側寄りであり、アメリカ合衆国と共に北ベトナムとの戦闘、カンボジア侵攻を行っている。また、南ベトナム軍単独でラオスにも侵攻している（ラムソン719作戦を参照。アメリカ空軍が支援）。
なお、カンボジアやラオスに侵攻したのは、あくまでもホーチミン・ルートを分断するためであり、両国の国土制圧等を目的にしていた訳ではない。

## 交通
都市部における公共交通機関は、バスやタクシー、シクロなどが中心で、鉄道網は充実しておらず、地下鉄は存在しなかった。また、諸外国との交通手段は、近隣諸国との間は長距離バスが中心であった。なお、エア・ベトナムが、サイゴン国際空港と東南アジア各国の都市に乗り入れを行っていた他、日本にも羽田空港と伊丹空港（サイゴン発大阪経由東京便）へ乗り入れていた。
首都サイゴン周辺やメコンデルタ地方では、サイゴン川・メコン川などの河川の本支流や、運河などの水路が発達しており、伝統的なサンパンやジャンクを使用した水運が盛んに利用された。

### 入国
日本と国交があったため、正規のルートで入国可能であった。ただし、ベトナム戦争や準戦時下期間が長かったので、一般観光は難しいとされていた。
ビザは不要で、種痘・腸チフスの予防接種が必要だった。上述した経路だと、日本からの所要時間は7時間程度であった。

## 行政区画
1974年時点で44の省と11の直轄市から構成されていた。
| 省                 | ベトナム語                  | 省都             | ベトナム語             |
| ------------------ | --------------------------- | ---------------- | ---------------------- |
| サイゴン首都特区   | Đô thành Sài Gòn / 都城柴棍 |                  |                        |
| バクリエウ省       | Bạc Liêu / 北遼             | バクリエウ       | Bạc Liêu / 北遼        |
| フオックトゥイ省   | Phước Tuy / 福綏            | フオックレー     | Phước Lễ / 福禮        |
| アンスエン省       | An Xuyên / 安川             | クアンロン       | Quản Long / 管隆       |
| キエンザン省       | Kiên Giang / 堅江           | ラックザー       | Rạch Giá / 瀝架        |
| キエンホア省       | Kiến Hòa / 建和             | チュックザン     | Trúc Giang / 竹江      |
| タイニン省         | Tây Ninh / 西寧             | タイニン         | Tây Ninh / 西寧        |
| ダクラク省         | Đắk Lắk / 得勒              | バンメトート     | Buôn Ma Thuột / 班迷屬 |
| カインホア省       | Khánh Hòa / 慶和            | ニャチャン       | Nha Trang / 芽莊       |
| コントゥム省       | Kon Tum / 崑嵩              | コントゥム       | Kon Tum / 崑嵩         |
| ロンアン省         | Long An / 隆安              | タンアン         | Tân An / 新安          |
| クアンナム省       | Quảng Nam / 廣南            | ホイアン         | Hội An / 會安          |
| クアンドック省     | Quảng Đức / 廣德            | ザーギア         | Gia Nghĩa / 嘉義       |
| クアンティン省     | Quảng Tín / 廣信            | タムキー         | Tam Kỳ / 三岐          |
| フーボン省         | Phú Bổn / 富本              | ハウボン         | Hậu Bổn / 厚本         |
| プレイク省         | Pleiku / 波來古             | プレイク         | Pleiku / 波來古        |
| クアンチ省         | Quảng Trị / 廣治            | ドンハ           | Đông Hà / 東河         |
| クアンガイ省       | Quảng Ngãi / 廣義           | クアンガイ       | Quảng Ngãi / 廣義      |
| ビンディン省       | Bình Định / 平定            | クイニョン       | Quy Nhơn / 歸仁        |
| キエンフォン省     | Kiến Phong / 建豐           | カオライン       | Cao Lãnh / 高嶺        |
| フオックロン省     | Phước Long / 福隆           | フオックビン     | Phước Bình / 福平      |
| フーイエン省       | Phú Yên / 富安              | トゥイホア       | Tuy Hòa / 綏和         |
| ニントゥアン省     | Ninh Thuận / 寧順           | ファンラン       | Phan Rang / 潘郎       |
| アンザン省         | An Giang / 安江             | ロンスエン       | Long Xuyên / 龍川      |
| ビントゥアン省     | Bình Thuận / 平順           | ファンティエット | Phan Thiết / 潘切      |
| ビントゥイ省       | Bình Tuy / 平綏             | ハムタン         | Hàm Tân / 咸新         |
| トゥアティエン省   | Thừa Thiên / 承天           | フエ             | Huế / 化               |
| ビンズオン省       | Bình Dương / 平陽           | フークオン       | Phú Cường / 富強       |
| ヴィンビン省       | Vĩnh Bình / 永平            | フーヴィン       | Phú Vinh / 富榮        |
| トゥエンドゥク省   | Tuyên Đức / 宣德            | ダラット         | Đà Lạt / 多樂          |
| ヴィンロン省       | Vĩnh Long / 永隆            | ヴィンロン       | Vĩnh Long / 永隆       |
| フォンディン省     | Phong Dinh / 豐盈           | カントー         | Cần Thơ / 芹苴         |
| チュオンティエン省 | Chương Thiện / 彰善         | ヴィータイン     | Vị Thanh / 渭清        |
| ゴーコン省         | Gò Công / 塸䲲              | ゴーコン         | Gò Công / 塸䲲         |
| ディントゥオン省   | Định Tường / 定祥           | ミトー           | Mỹ Tho / 美湫          |
| ビエンホア省       | Biên Hòa / 邊和             | ビエンホア       | Biên Hòa / 邊和        |
| ザーディン省       | Gia Định / 嘉定             | ザーディン       | Gia Định / 嘉定        |
| ハウギア省         | Hậu Nghĩa / 厚義            | キエムクオン     | Khiêm Cường / 謙強     |
| キエントゥオン省   | Kiến Tường / 建祥           | モクホア         | Mộc Hoá / 沐化         |
| ヴィンロン省       | Bình Long / 平隆            | アンロック       | An Lộc / 安祿          |
| ロンカイン省       | Long Khánh / 隆慶           | スアンロク       | Xuân Lộc / 春祿        |
| ラムドン省         | Lâm Đồng / 林同             | バオロク         | Bảo Lộc / 保祿         |
| チャウドック省     | Châu Đốc / 朱篤             | チャウドック     | Châu Đốc / 朱篤        |
| バースエン省       | Ba Xuyên / 巴川             | カインフン       | Khánh Hưng / 慶興      |
| サデーク省         | Sa Đéc / 沙的               | サデーク         | Sa Đéc / 沙的          |
| ダナン市社         | Đà Nẵng / 沱㶞              |                  |                        |
| フエ市社           | Huế / 化                    |                  |                        |
| ダラット市社       | Đà Lạt / 多樂               |                  |                        |
| ブンタウ市社       | Vũng Tàu / 淎艚             |                  |                        |
| カムラン市社       | Cam Ranh / 柑欞             |                  |                        |
| クイニョン市社     | Quy Nhơn / 歸仁             |                  |                        |
| ミトー市社         | Mỹ Tho / 美湫               |                  |                        |
| カントー市社       | Cần Thơ / 芹苴              |                  |                        |
| ニャチャン市社     | Nha Trang / 芽莊            |                  |                        |
| ラックザー市社     | Rạch Giá / 瀝架             |                  |                        |

## 国民
1973年の人口は19,370,000人であった。人口増加率が2.6%。
民族構成はベト人（越人、京人）やホア族（華人）3%、タイ人（ターイ族、タイー族）、クメール人（クメール族）などの他、多くの少数民族がいた。
割合(1970年)では、ベト人が約90%、山岳緒民族(主にメオ族、ラデ族、ロロ族など)5%、ヨーロッパ人が3%、それ以外が残りの2%。

## 言語
言語はベトナム語が公用語であった。その他、中国語やクメール語なども使われており、フランス領インドシナ時代の影響から、少数のエリート層の間では、フランス語も話されていた。

## 宗教
宗教は仏教（主に大乗仏教）が約70%と大半を占め、その他、道教、ローマ・カトリックなどがあった。またホアハオ教や、混淆宗教としてのカオダイ教が教勢を保っていた。